# Harutjun Sofjan
Harutjun Sofjan (armenisch Հարություն Սոֆյան, engl. Transkription: Harutyun Sofyan; * 12. Januar 1983) ist ein ehemaliger armenischer Tennisspieler.

## Karriere
Sofjan begann im Alter von sieben Jahren mit dem Tennisspielen. Während seiner Juniorenzeit absolvierte er im Einzel 44 Matches, von denen er 33 gewann, und im Doppel 30 Matches, von denen er 20 gewann. Im Jahr 2002 begann seine erste Profisaison. Auf der ATP Tour bestritt er bisher keine Matches, sondern nahm ausschließlich an Future-Turnieren der ITF teil.
Seit 1999 kommt er regelmäßig in der armenischen Davis-Cup-Mannschaft zum Einsatz. Hier bestritt er im Einzel 36 Matches und gewann davon 15. Im Doppel kommt er auf 31 Matches, wovon er 21 gewann.